# 东极镇
东极镇是中华人民共和国浙江省舟山市普陀区下辖的一个镇。辖有舟山群岛中街山列岛的大部分岛礁，包括28个岛屿与108个岛礁，其中庙子湖、青浜、黄兴、东福山4个岛屿有人居住。陆域总面积11.7平方公里，总人口6287人。镇人民政府设在庙子湖岛。

## 行政区划
东极镇辖有4个行政村（庙子湖村、黄兴村、青湾村、大岙村），以及1个渔农村新型社区（由庙子湖村、黄兴村、青湾村、大岙村联建的东极社区）。

## 经济
东极镇经济以渔业为主，旅游业也占有重要地位。

## 电影作品
《后会无期》里面曾提到过东极镇，相关的作品和场景均取自这里